# 2 Good 2 B True
2 Good 2 B True es el tercer álbum recopilatorio del cantante pop estadounidense Aaron Carter.

## Lista de canciones
| N.º | Título                           | Duración |  |
| 1.  | «Aaron's Party (Come Get It)»    | 3:25     |  |
| 2.  | «I Want Candy»                   | 3:14     |  |
| 3.  | «Iko Iko»                        | 2:42     |  |
| 4.  | «That's How I Beat Shaq»         | 3:25     |  |
| 5.  | «Jump Jump»                      | 2:37     |  |
| 6.  | «I Would»                        | 3:07     |  |
| 7.  | «One for the Summer»             | 3:46     |  |
| 8.  | «Without You (There'd Be No Me)» | 2:57     |  |
| 9.  | «To All the Girls»               | 3:26     |  |
| 10. | «2 Good 2 B True»                | 3:32     |  |